# Tony Hawk’s Proving Ground
Tony Hawk’s Proving Ground to dziewiąta gra w serii gier Tony Hawk’s.
Tony Hawk’s Proving Ground został wydany na platformy Xbox 360, PlayStation 2, PlayStation 3, Wii oraz Nintendo DS.